# لونا (مغنية أوكرانية)
لونا (بالروسية: Кристина Викторовна Бардаш)‏ هي مخرجة ومغنية ومصورة ومغنية مؤلفة أوكرانية، ولدت في 28 أغسطس 1990 في كيمنتس في ألمانيا.

## وصلات خارجية
- لونا على موقع IMDb (الإنجليزية)
- لونا على موقع ميوزك برينز (الإنجليزية)
- لونا على موقع ديسكوغز (الإنجليزية)
- لونا على موقع قاعدة بيانات الفيلم (الإنجليزية)
- لونا على موقع كينوبويسك (الروسية)